# Bese
Bese ("Byssy", "Byse") var två medeltida frälseätter, svensk uradel från Östergötland vars medlemmar kallade sig Bese, och varav den yngre Beseätten härstammade från den äldre på mödernet. Båda ätterna utslocknade före grundandet av Sveriges Riddarhus. Flera olika vapen med blå sparrar och pilar på gul sköld fördes inom de båda ätterna, vilka har tolkats som att ätten var frälse av bondesläkt och samlade rikedom som fogdar åt högadeln.

## Vapen
På en gyllene sköld fördes dels:
1. en balk belagd med två pilspetsar (Jönis Beses sigill)
2. en sparre över två pilspetsar (från en teckning gjord efter Jönis Beses gravsten, anses osäker, pilarna numera bortnötta, kan ha varit fyra pilspetsar)[1]
3. två smala sparrar över fyra pilspetsar 1,2,1, (Sten Jönsson Bese)
4. en sparre över en stolpvis ställd pil (Johan Stensson Bese och dottern Gunilla Johansdotter Bese)
5. Från Sko är enligt Jan Raneke känt en blå sköld med gul sparre och pil.

## Etymologi och betydelse
Namnet Bese är möjligen härlett från det fornsvenska verbet bisa, "löpa eller springa fort undan", och förekommer under senare hälften av 1300-talet om förnamn i Östergötland. En Bisi Towunger nämns 1370 i Bankekinds härad, en Bysi i Kaperstadha i Valkebo härad 1385 och en Bisi i Tangastadha i Björkekinds härad 1386. Som tillnamn bärs det också, men huvudsakligen av medlemmar tillhörande en enda släkt, ätten Bese, varför det förmodas, att det dess stamfader varit befryndad med någon av dessa bönder.

## Historia
De varierande vapenmärken som förs av de olika generationerna talar för att Beseätten var av bondesläkt och relativt ung som frälse.
Enligt släkttraditionen baserad på Anna Fickesdotters berättelse, skulle ätten härstamma från Sten Bese, som varit fogde över den heliga Birgittas gods. Denne är inte känd i några historiska dokument. Att fru Annas berättelse i någon mån stöder sig på verkliga förhållanden finns dock ej anledning att betvivla, även om Sten Bese ej anträffas i några handlingar från Birgittas tid.
Den första i historiska källor dokumenterade medlemmen av släkten var Jönis Bese, omtalad 1397-1413. Förstnämnda år var han riddaren Sten Bossons sven och nämnes sedermera såsom häradshövding i Östergötland. I sitt sigill förde Jönis Bese en snedbjälke belagd med två pilspetsar. Jönis Bese var gift med Cecilia Jönsdotter, en dotter till Jönis Djäkn, Bo Jonssons fogde på Bjärkaholm och senare på Gripsholm. Genom detta gifte kom släkten i besittning av Herrsäter i Värna socken i Östergötland. som sedan blev släktens huvudsäte. Han och hans hustrus gravsten i Vadstena kloster visar däremot en sköld innehållande en sparre och under denna två pilspetsar samt har omskriften: Sub hac petra teguntur corpora Johannis Bise et vxoris sue Cecilie Jönissadottir. Orate pro eis. Till Vadstena kloster hade de 1413 givit gården Hårketorp i Risinge socken. 
Jönis Bese hade två döttrar, Gunhild och Anna, gift först med Per Olsson, och senare med Nils Nilsson, vars son Nils kallade sig Bese och senare bildade den yngre Beseätten.
Jönis Beses son var välborne väpnaren Sten Jönsson vilken omtalas 1425-1458 och var död 1466. Även han var i herretjänst. Han kallas nämligen 1442 herr Bengt Stenssons ämbetsman på Göksholm, och 1456 tjänstgör han såsom riddaren Bo Stenssons underhäradshövding i Bankekinds härad i Östergötland. 
År 1425 gifte Sten sig med Kristina Anundsdotter, dotter till den värmländske frälsemannen och riddaren Amund Hatt (Anund Hatt den yngre), vars första hustru Kristina Ingemarsdotter   var befryndad med den kungliga grenen av Bjälboätten, via sin mor  Katarina Magnusdotter (Bjälboätten), som var dotter till den år 1320 till följd av Nyköpings gästabud avrättade prinsen Magnus Birgersson, son till kung Birger Magnusson av Sverige och drottning Märta av Danmark. I morgongåva  erhöll Kristina Anundsdotter jord i Hårketorp med mera i Risinge socken. Genom detta giftermål lade Sten Jönsson grunden till släktens godsinnehav i Värmland. Sten Bese hade dottern Cecilia, gift med Gregers Andersson.
I en uppteckning från hans gravsten uppges att han skulle ha fört två pilspetsar under sparren, men detta anses kan vara en felteckning: RAA skriver om graven: Under denna sten gömmes stoften av Johannes Bese och hans hustru Cecilia Jönsdotter. Bed för dem. På mittfältet en snedställd vapensköld (sparre över två pilar , de sistnämnda numera bortnötta).
I sitt sigill för han en dubbel sparre med 4 pilspetsar under. Det är således helt säkert hans vapen, som förekommer på gravstenen över fadern i Vadstena kloster, fast teckningen av densamma blivit felaktigt återgiven.
Med hans son Johan Stensson Bese till Häradssäter (Hiriksäter), Wigby och Narvestad upptogs ätten bland de högadliga ätterna, och Johan Bese hade ett omfattande godsinnehav i Värmland och Götalandskapen, särskilt i Östergötland. Under hela sitt liv tillhörde Johan Stensson Sturepartiet. Han närvarade inte vid kung Hans kröning 1497 varför han aldrig blev riddare. Tillsammans med Hemming Gadh, Sten Sture, Svante Nilsson och tre andra herrar skrev han 1 augusti 1501 konfederationen i Vadstena där man sade upp troheten mot kung Hans. Johan Bese gifte sig på Gäddeholm med Katarina (Karin) Jonsdotter Gädda till Gäddeholm, dotter till Johan Gädda (Gäddaätten), och i detta äktenskap föddes dottern Gunilla Johansdotter (Bese) gift 1490 med Erik Turesson Bielke. I sitt andra gifte 1489 i Ulvsläkten med Birgitta Knutsdotter, (dotter till Knut Bengtsson Ulf) och Anna Gustafsdotter (smal snedbjälke), från vilken han blev skild, erhöll han herreskapet Nygård i Tjust. 
I andra giftet föddes sonen Knut Bese, vilken verkar ha dött ung år 1516, varvid ätten Bese egentligen utslocknade, även om Johan Beses systerson Nils Bese upptog Besenamnet, och för en generation bildade den yngre Beseätten.
Johan Stensson Bese ärvdes av sitt enda överlevande barn, dottern Gunilla Johansdotter (Bese), gift med Erik Turesson den yngre. Gunilla Bese levde änka 1528. Från henne härstammar kung Johan III:s gemål Gunilla Bielke och många andra inom Sveriges högadel efter medeltidens slut.
Släkten slöts dock med Johan Stensson Beses son Knut Bese, död 1516.

## Yngre Beseätten
Jöns Beses dotter Anna, som gift sig med Nils Nilsson fick i detta äktenskap  Nils Bese, vilken som systerson till Johan Stensson övertog släktnamnet Bese, och bildade den yngre Beseätten, som i vapnet har uppgetts föra tre blå rutor. Nils Bese var under 1500-talet fogde på Stockholms Slott.
Nils Bese var gift med Kerstin Gottschalksdotter (tillbakaseende ulv), av den gamla riksrådsätten Ulv. 
Nils Bese som avled utan manliga ättlingar och endast efterlämnade döttrarna Karin och Anna, testamenterade en stor del av sina gods till Askeby kloster. Hustrun Kerstin Gottschalksdotter var död 1548.
Hans dotter Carin Bese, död 1585, var gift med riddaren och riksrådet Johan Olofsson (Gyllenhorn) (död 1556). och dottern Anna Bese (död 1581) var först gift med Påvel Abrahamsson (Gyllenstierna) (död före 1553) och i ett andra gifte omkring 1553 gift med Knut Knutsson Lillie (Lillie af Ökna) i hans första gifte.

## Bildgalleri över olika vapen

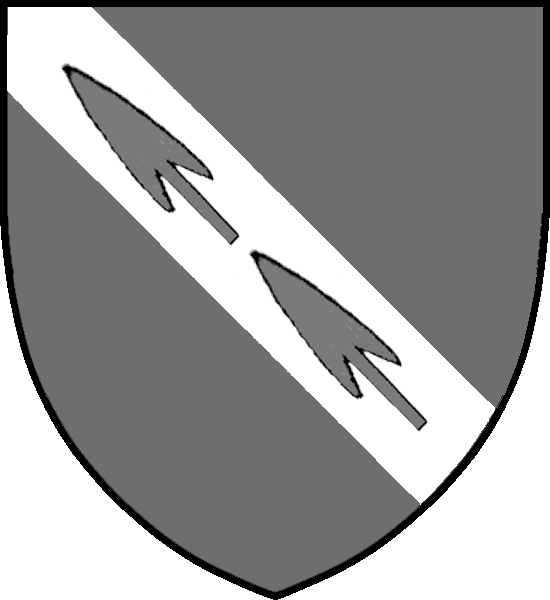
Jönis Bese förde en snedbjälke belagd med två pilspetsar
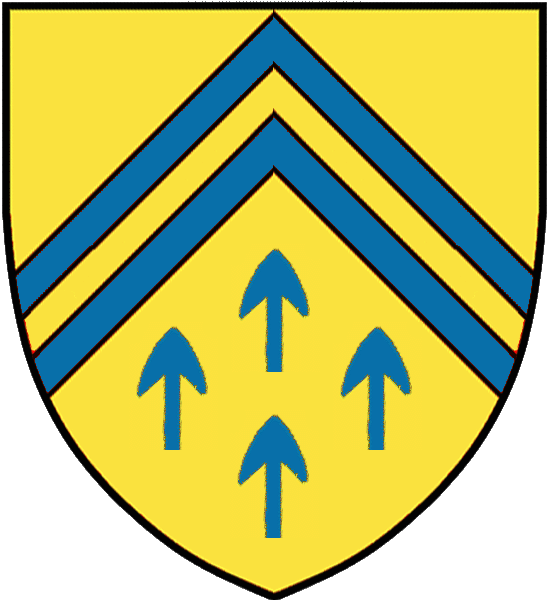
Sten Jönsson Bese förde ett vapen med två smala sparrar över fyra pilspetsar 1,2,1,
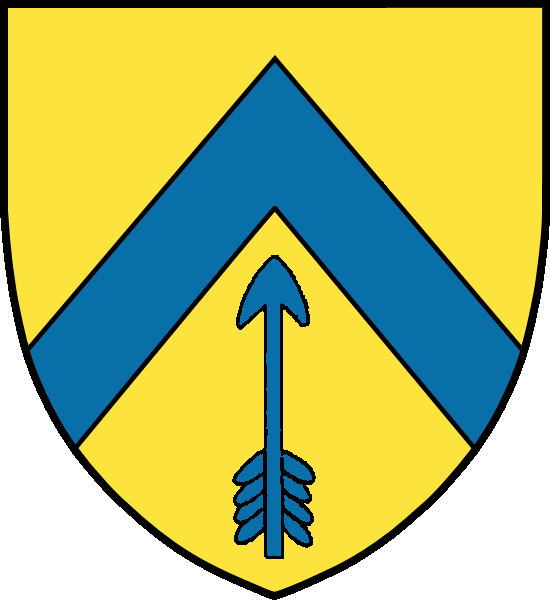
Johan Bese och dottern Gunilla Bese förde en sparre över en stolpvis ställd pil
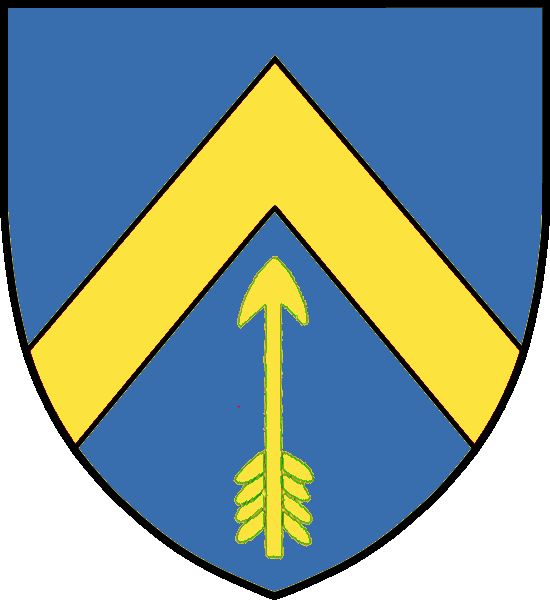
Från Sko är enligt Jan Raneke känt en blå sköld med gul sparre och pil
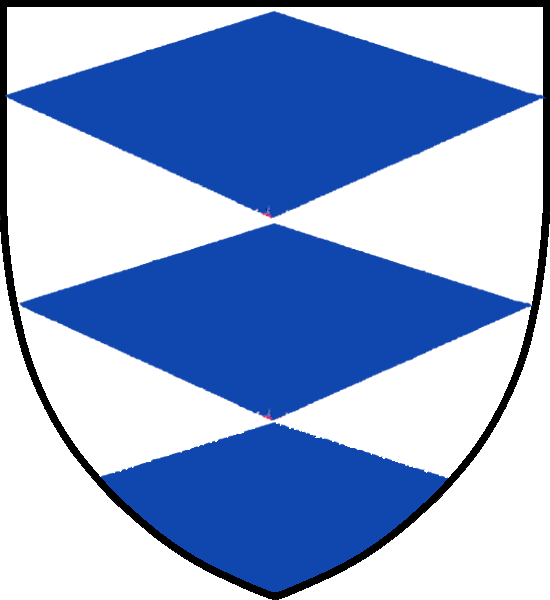
Yngre Beseättens vapen ver 1
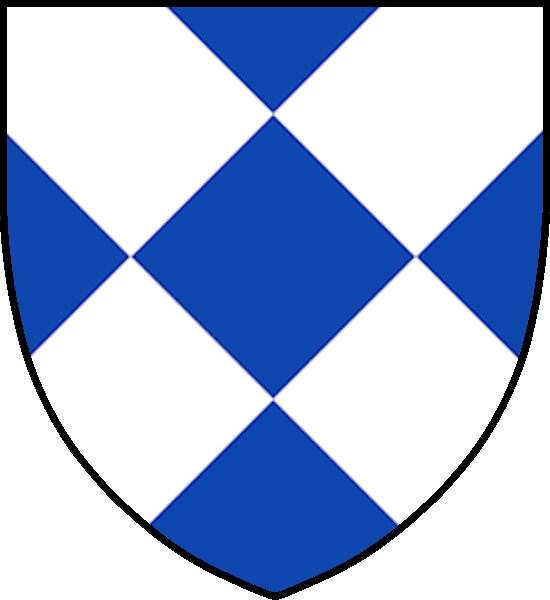
Yngre Beseättens vapen ver 2